# Тупиратинс

Тупиратинс на карте штата.

Тупиратинс (порт. Tupiratins) — муниципалитет в Бразилии, входит в штат Токантинс. Составная часть мезорегиона Западный Токантинс. Входит в экономико-статистический микрорегион Мирасема-ду-Токантинс. Население составляет  2 097 человек на 2010 год. Занимает площадь 895,308 км². Плотность населения — 2,34 чел./км².

## Демография
Согласно сведениям, собранным в ходе переписи 2010 г. Национальным институтом географии и статистики (IBGE), население муниципалитета составляет:
| Полное население                               | Полное население                               | Полное население                               | Полное население                               | 2 097 |
| ---------------------------------------------- | ---------------------------------------------- | ---------------------------------------------- | ---------------------------------------------- | ----- |
| в том числе:                                   | Городское население                            | 1 065                                          | Процент городского населения, %                | 50,79 |
|                                                | Сельское население                             | 1 032                                          | Процент сельского населения, %                 | 49,21 |
|                                                | Мужское население                              | 1 087                                          | Процент мужского населения, %                  | 51,84 |
|                                                | Женское население                              | 1 010                                          | Процент женского населения, %                  | 48,16 |
| Плотность населения, чел/км²                   | Плотность населения, чел/км²                   | Плотность населения, чел/км²                   | Плотность населения, чел/км²                   | 2,34  |
| Население муниципалитета в % к населению штата | Население муниципалитета в % к населению штата | Население муниципалитета в % к населению штата | Население муниципалитета в % к населению штата | 0,15  |

По данным оценки 2016 года население муниципалитета — 2 461 житель.

## Статистика
- Валовой внутренний продукт на 2003 составляет 3.290.153,00 реалов (данные: Бразильский институт географии и статистики).
- Валовой внутренний продукт на душу населения на 2003 составляет 2.312,12 реалов (данные: Бразильский институт географии и статистики).
- Индекс развития человеческого потенциала на 2000 составляет 0,639 (данные: Программа развития ООН).

## Важнейшие населенные пункты
| № | Населённый пункт | Населённый пункт (порт.) | Категория | Население чел. (2010) | На карте                       |
| - | ---------------- | ------------------------ | --------- | --------------------- | ------------------------------ |
| 1 | Тупиратинс       | Tupiratins               | город     | 1 065                 | 8°24′00″ ю. ш. 48°07′46″ з. д. |